# Munkahenger

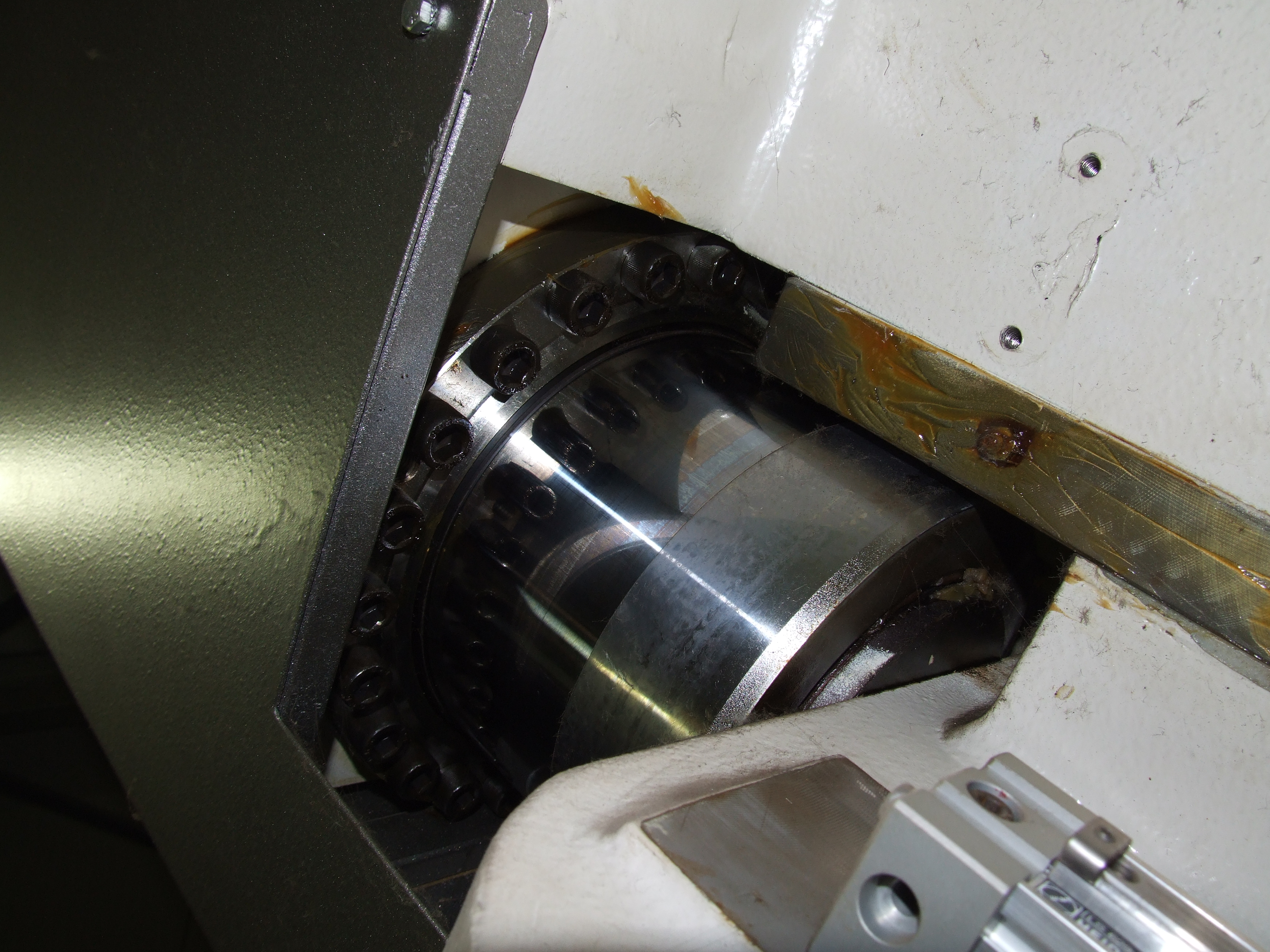
200 tonnás hidraulikus élhajlító munkahengere, a dugattyúrúd átmérője 20 cm-nél is nagyobb.
Ilyen méretű munkahengerekkel 2 cm vastag vaslemezek is hajlíthatóak, üresjárati (terhelés nélküli) sebessége eléri 80 cm/s-ot.

Átmenő dugattyúrudas munkahenger jelképe (ISO 1219)

Kétoldali működtetésű, állítható véghelyzet-csillapítású munkahenger jelképe

A munkahenger egy olyan energiaátalakító eszköz, amely a bele áramló közeg nyomási energiáját alakítja át lineáris vagy forgó mozgássá. A közeg lehet sűrített levegő vagy hidraulika olaj (esetleg más folyadék). A hidraulikus és pneumatikus működtetést a gépgyártás nagyon sok területén használják, például járművek fékeinél, gépkocsik oldható tengelykapcsolóinál, nagyfeszültségű elektromos megszakítóknál, gőzturbinák és vízturbinák szabályozóelemeinél, színpadi berendezések mozgatásánál. A 20. század eleje óta elterjedtek az általános célra szolgáló hidraulika és pneumatika rendszerek építőelemeinek sorozatgyártása és szabványosítása. A cikk ilyen szabványos munkahengerekről szól.
Sűrített levegő használata esetén pneumatikus munkahengerekről, míg hidraulika olaj esetén hidraulikus munkahengerekről beszélünk. A két különböző működtető közeg egyben meghatározza a munkahenger kialakítását és az alkalmazási területét is. A sűrített levegő összenyomhatóságából, gyorsabb áramlási sebességéből adódóan a munkahenger kialakítása egyszerűbb és olcsóbb, nagy sebességekre képes, de kisebb erők kifejtésére alkalmas. A hidraulika olaj viszont ezzel szemben nem összenyomható, lassabb áramlású és környezetre is veszélyes, emiatt a munkahenger kialakítása robusztus és nagyon drága, kisebb mozgási sebességekre képes, de hatalmas erők kifejtésére alkalmas, melyet nem csak mozgás közben, hanem inaktív állapotban is képes tartani.
Munkahengerekről beszélünk még:
- Munkaközegváltó berendezés. Ennél az eszköznél a hengerben mozgó dugattyú két különböző közeget választ el egymástól. A dugattyú két oldalára ható hidrosztatikus erők egyensúlyából következik, hogy a két közeg a dugattyún keresztül egymásnak adja át a nyomást. Ezzel a megoldással lehet vegyes munkaközeggel működtetett rendszereket (például pneumatikus és hidraulikus rendszereket) összekapcsolni.
- Nyomásfokozó berendezés. Itt a két közeg többnyire azonos típusú, ebben az esetben a két kamra belső keresztmetszete eltérő, a differenciáldugattyú nagyobb felületére ható nyomásból származó erővel a kisebb felület nagyobb nyomása tart egyensúlyt. Nyomásfokozót alkalmaznak például a vízsugaras vágógépek folyadékszivattyújánál, ahol néhány száz bar nyomású hidraulikus olaj segítségével 2000-4000 bar nyomású vizet állítanak elő.

## A munkahenger részei
|     | Elem                                       | Megjegyzés |
| --- | ------------------------------------------ | --- |
| 1   | véghelyzet-csillapítás (itt nem állítható) | kis átmérőjű furat, melyen keresztül a közeg áramlása fojtást szenved, ezzel a dugattyú mozgását a véghelyzet közelében lefékezi |
| 2   | tömítés                                    | megakadályozza a két kamra között a közeg szivárgását                                                                            |
| 3   | csúszógyűrű                                | - a dugattyú megvezetésére szolgál - puha fém, esetleg teflon - finoman megmunkált külső palást                                  |
| 4*  | henger, előlap és hátlap                   | |
| 5*  | dugattyúrúd                                | - a dugattyú mozgását közvetíti a működtetendő berendezés felé - felülete finoman megmunkált                                     |
| 6   | ajakos tömítés                             | tömítés alakja olyan, hogy a közeg nyomása ráfeszíti a tömítendő felületre                                                       |
| 7   | szennylehúzó gyűrű                         | a dugattyúrúd felületére kívülről rákerülő szennyeződések ellen véd                                                              |
| 8   | csúszógyűrű                                | - dugattyúrúd megvezetésére szolgál - finoman megmunkált felület és puhább anyagminőség jellemzi                                 |
| 9   | első kamra                                 | ha e kamra nyomása nagyobb, akkor a dugattyúrúd balra mozog                                                                      |
| 10* | dugattyú                                   | - a henger belső terének felosztása - a dugattyúrúd keresztmetszeténél nagyobb felület biztosítása                               |
| 11  | állandó mágnes                             | a házra kívülről szerelt érzékelők számára jelzi a dugattyú helyzetét                                                            |
| 12  | hátsó kamra                                | ha e kamra nyomása nagyobb, akkor a dugattyúrúd jobbra mozog                                                                     |
| 13  | menetes furat                              | - itt áramlik be és ki a közeg - menetes csatlakozás                                                                             |

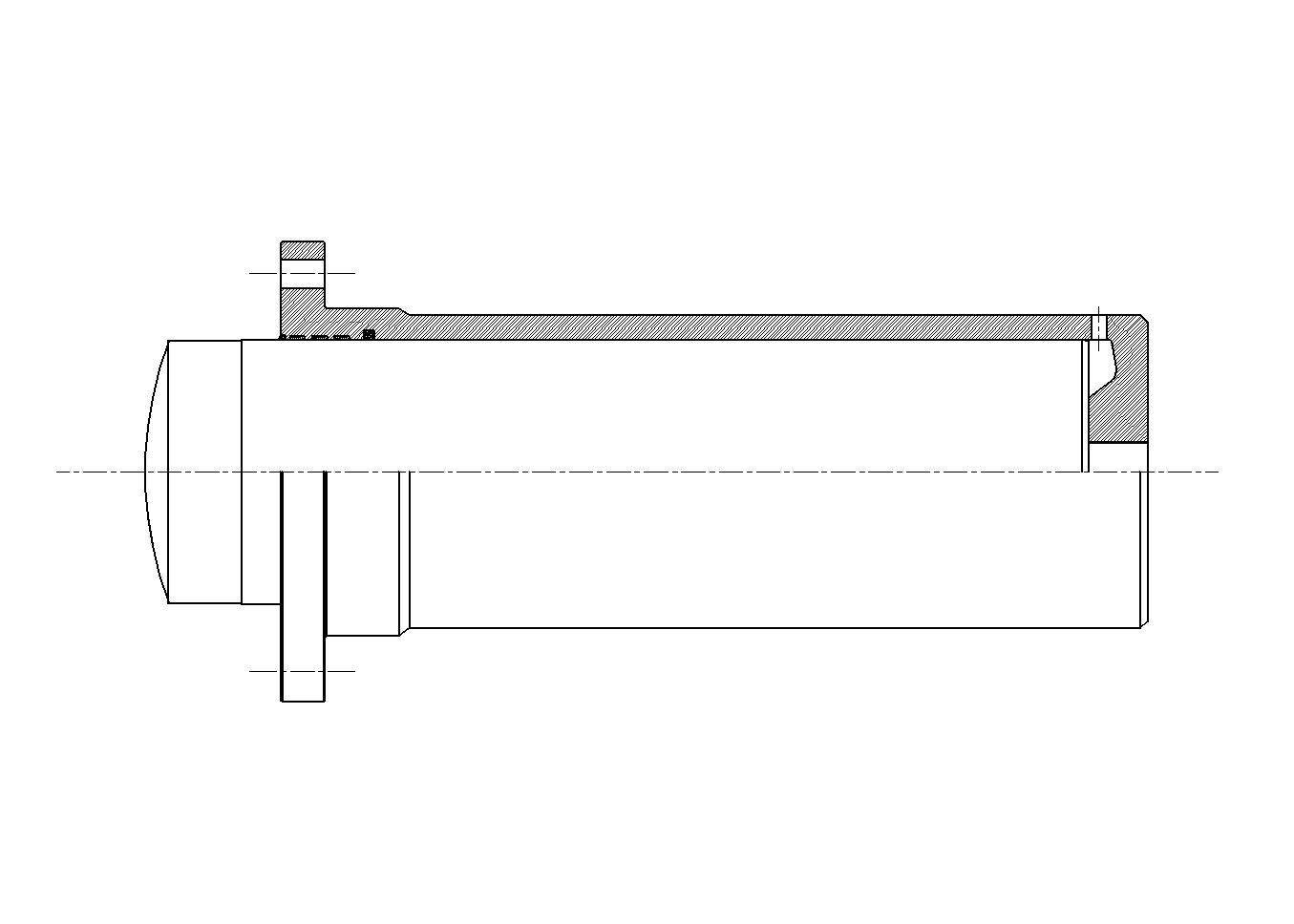
2.5MN-os egyoldali működtetésű nyomóhenger

*: fő elem, nem minden munkahengernél található meg mind a három elem (például van henger dugattyúrúd nélkül is).
Igen nagy erőt kifejtő egyoldali működtetésű hidraulikus munkahengerek esetén, a dugattyú lehet egyben a nagy átmérőjű dugattyúrúd is. ennél a kialakításnál a tömítő karmantyú és a vezetőgyűrű is a hengerben helyezkedik el.

## A munkahenger működési elve

Egy pneumatikus munkahenger belseje mozgás közben

A munkahenger belsejébe áramló közeg nyomási energiája a dugattyú felületére nyomást gyakorol, majd az ebből származó erő (F=P*A) azt mozgásba hozza. A dugattyú mozgásának iránya attól függ, hogy melyik oldalról lesz nagyobb ez az erő, természetesen a mozgás irányával szemben levő kamra tartalmát hagyni kell kifele áramolni.
Az egyoldali dugattyúrúd kivezetéses munkahenger esetén a dugattyú felülete a dugattyúrúd felőli oldalon kisebb (a dugattyúrúd által lefedett keresztmetszet miatt), ha tehát a két kamara nyomása azonos, akkor a dugattyúrúd kifele mozog. A különböző felület jól használható, mivel vannak olyan esetek amikor csak az egyik irányban fontos a kifejtett erő nagysága (pl. prések, ahol csak a nyomás kifejtése fontos, a visszahúzás csak annyira, hogy elemelkedjen a munkadarabtól), a differenciál munkahenger pedig pontosan kétszer akkora erőt tud kifejteni a dugattyú kifele mozgása közben, mint a másik irányban.
A dugattyúrúd nélküli és az átmenő dugattyúrudas munkahengerek esetén a nyomás által kifejtett erő mindkét irányban (az azonos felület miatt) azonos.

## A munkahengerek csoportosítása
- Működtető közeg szerint:
  - Pneumatikusan
  - Hidraulikus
- Lökethossz szerint: (L: lökethossz, D: dugattyúrúd átmérője)
  - Kis löketű (L / D < 1)
  - Normál löketű (L / D < 15-30)
  - Nagy löketű (L / D > 30)
- Létrehozott mozgás alapján:
  - Lineáris
  - Forgó
- Véghelyzet-csillapítás szerint:
  - Véghelyzet-csillapítás nélküli: nincs beépített fékezés a dugattyú véghelyzete környékén. Ezeknél a hengereknél fontos, hogy a vezérlésnél gondoskodjunk a véghelyzeteknél történő lassításról. Általában olcsó munkahengerek.
  - Véghelyzet-csillapításos: a véghelyzet előtt egy kis szakaszon a közeg áramlási keresztmetszete korlátozódik, ennek köszönhetően fékként működik.
    - Állítható: a fojtást állítani lehet, általában tűszelepes. Könnyebben optimalizálható a kívánt szempontokhoz
    - Nem állítható: szerkezetileg kialakított, nincs lehetőség állításra
- Működtetés szerint:
  - Egyoldali: csak az egyik mozgásirányba működtethető a közeg nyomásával, a másik mozgásirányt vagy belső, például rugó erő, vagy külső például gravitációs erő, súlyerő biztosítja.
  - Kétoldali: mindkét mozgásirányba működtethető
- Speciális kivitelek, felépítések szerint:
  - Dugattyúrúd mechanikus rögzítési lehetőséggel: ennek szükségessége lehet például szállítási okok vagy egyéb üzemen kívüli állapotok
  - Hőálló: nagyon magas, vagy nagyon alacsony hőmérsékleti tartományokra optimalizálva
  - Korrózióálló: erős korrózió elleni védelemmel ellátott hengerek. A tömítések jobban zárnak, dugattyúrúd és a hengertest anyaga ellenáll a lúgos vagy savas kémhatásoknak, oxidációnak, ide tartozik például az eső elleni védelem is.
  - stb.
- Vezérelhetőség szerint:
  - Vezérelhető
  - Nem vezérelhető, például véghelyzet-csillapító, ütköző, sebesség és erő korlátozó

## A hidraulikus és a pneumatikus munkahengerek összehasonlítása
|                                                                   | Pneumatikus munkahenger | Hidraulikus munkahenger |
| ----------------------------------------------------------------- | --- | --- |
| Ár                                                                | olcsóbb | drágább |
| Kifejthető erő                                                    | kisebb erők | nagyobb erők |
| Megállítható tetszőleges helyzetben?                              | - típustól függően lehetséges - kisebb erők tartására alkalmas - maximum 0,1 mm-es pontosság                                                           | - igen - erő tartására alkalmas - akár μm-es pontosság |
| Egyenletes mozgási sebesség                                       | - nem - terheléstől és típustól erősen függ | igen |
| Méretek                                                           | kisebb, egészen kis méretek | többnyire robusztus méret |
| Kenés                                                             | - gyors, gyakori mozgások esetén szükséges - levegőbe porlasztott olaj                                                                                 | kenés a hidraulika olaj által biztosított |
| Működtető közeg és jellemzői                                      | - sűrített levegő - kis nyomás (4-16 bar) - szükség szerint olajporlasztással - nem jelent veszélyt sem az azt használóra sem a környezetre            | - hidraulika olaj - nagy nyomás (20-400+ bar) - veszélyes az azt használóra és a környezetre egyaránt - csatlakozók rugós visszacsapó szeleppel szerelve - erős burkolatú házak - működés közben nem szabad szerelni sem a csatlakozó csöveket leválasztani!  |
| Alkalmazási terület                                               | - gyártósorokon: például csomagolás, válogatás, stb. - kisebb terheléseknél légrugóként - építőiparban: légkalapács                                    | - gépiparban: prések, élhajlítók, lemezollók, stb. - építőipari gépeknél: daruk, anyagmozgató gépek, markolók, stb. - zsilip kapuknál |
| Dugattyú hasznos felülete a dugattyúrúd keresztmetszetéhez képest | sokszoros | többnyire minimális a dugattyúrúd felőli oldalon |
| Dugattyúrúd anyaga                                                | - változó, többnyire acél - lehet akár alumínium vagy műanyag is                                                                                       | szinte minden esetben ötvözött, felületkezelt acél |
| üzemi hőmérséklet-tartomány                                       | - rosszabb, mint a hidraulikus munkahengereké - szerkezetileg kell megoldani a hűtést, fűtést - munkaközeg nem használható hőközlésre vagy hőelvonásra | - jó, széles hőmérséklet-tartomány - a munkaközeg jó hővezető, hőközlésre és hőelvonásra alkalmas |
| Karbantartás                                                      | - gyors mozgások miatt gyakrabban szükséges (tömítések kopása) - többnyire olcsó és egyszerű                                                           | - ritkábban van szükség rá - a tömítések kismértékű áteresztése sem jelent "jelentős hibát", mivel többnyire a dugattyú tömítései kopnak el, és csak a kifejtett erő csökken a kamrák közötti közegátáramlás miatt - többnyire (nagyon) drága és nem egyszerű |

## Típusok
A munkahengerek felépítése a pneumatikus és a hidraulikus munkahengereknél igen hasonló, az eltérés többnyire a működtető közeg fizikai tulajdonságából adódik.

### A típusok felosztása és jellemzőik
- Vezérelhető hengerek:
  - dugattyúrudas hengerek: (legelterjedtebb típus)
    - létezik szabványos és egyedi változata is
    - véghelyzetek száma szerint:
      - nincs meghatározható véghelyzete (például légkalapács)
      - két állású
      - három állású
      - 4 állású (pl. két munkahenger a hátlapjukon egymáshoz szerelve)

    - átmenő dugattyúrudas munkahenger (kétoldali dugattyúrúd kivezetéses)
      - tömör dugattyúrudas
      - dugattyúrúd átmenő furattal (folyadékok, gázok és vákuum szállítására)

    - teleszkóphenger
      - a dugattyúrúd több részből áll, melyek egymásba illeszkednek
      - nagy lökethossz, és a lökethosszhoz képest kis hosszúság jellemzi
      - hidraulikában használatos, általában hidraulikus emelőszerkezetekben használják

    - membrán hengerek:
      - pneumatikában használják, jellemzői: nagy erők kifejtésére alkalmas, lapos kivitelű, egyoldali működtetésű, nagyon kicsi lökethossz jellemzi (legfeljebb a dugattyúrúd átmérőjének a fele)
      - általában tárgyak megfogására, befogására használják

  - dugattyúrúd nélküli hengerek:
    - mechanikus csatlakozással
      - a dugattyú és a mozgató rész között szalag tartja a kapcsolatot
      - a dugattyúrúd közvetlenül van egybeépítve a mozgatott résszel

    - mágneses csatlakozással: a mozgatott rész és a dugattyú között mágneses erő tartja a kapcsolatot. Jól pozicionálható és egyszerű szerkezeti felépítés jellemzi.

  - tömlőhengerek:
    - pneumatikában használják, az átmérő és a hossz arányának függvényében húzó- vagy nyomó erő kifejtésére alkalmas:
      - húzó erő kifejtésére alkalmas, akkor ha a palást felülete nagyobb mint az átmérő által meghatározott felület (a nyomás a palást falán fejti ki a hatását)
      - nyomó erő kifejtése esetén pont fordított a felületek aránya, vagyis a palást felülete kisebb, mint az átmérő által meghatározott felület.

  - forgató vagy átrakó hengerek:
    - fogaskerék-fogasléces:
      - jellemzők:
        - elfordulás szöge: párszor 360°
        - a dugattyúrúd mint fogasléc funkcionál, amely meghajtja a fogaskereket
        - fogaskerék méretétől, fogszámától és a dugattyú felületétől függően nagy nyomatékok leadására is képes
        - a tengely lehet átmenő furatos is (vákuum számára)

    - lamellás:
      - Jellemzői: az elfordulás szöge többnyire nem haladja meg a 270°-ot, de a felépítésből adódóan mindenképpen kevesebb mint 360°; dugattyú helyett lamella (lapát) van, amely a kihajtott tengelyhez van rögzítve, és azzal együtt forog; a tengely lehet átmenő furatos is (pl. vákuum számára); többnyire munkadarabok vákuumos átrakására használják.
- Nem vezérelhető hengerek:
  - véghelyzet-csillapító, ütköző
    - jellemzően pneumatikában használt elem

  - sebesség- és erő korlátozó
    - jellemzően pneumatikában használt elem

## A munkahenger rögzítése
A beépítés módjának helyes megválasztása nagyon fontos. Nem helyes megválasztás esetén a munkahengeren járulékos erők és nyomatékok léphetnek fel, melyek hatása a mozgó alkatrészek találkozásánál idő előtti kopások formájában jelentkezik. Ez jobb esetben csak a tömítések idő előtti elkopását vonja maga után, rosszabb esetben a hengertest belső fala, a dugattyú, a dugattyúrúd és a csúszó csapágyak idő előtti elhasználódását vagy akár a mozgó elemek befeszülését is eredményezheti.

### Rögzítés a hengertesten
Merev rögzítés:
A hengertest szabadságfokai teljesen korlátozottak, ha ezt a megoldást választjuk, akkor gondoskodni kell:
- a dugattyúrúd és a mozgatott elem közötti kapcsolat szabadságáról, vagy
- a mozgatott elem minél tökéletesebb megvezetéséről

|                       |                           |                      |                              |
| rögzítés az előlapnál | rögzítés a középső részen | rögzítés a hátlapnál | rögzítés az elő- és hátlapon |
Csuklós rögzítés:
Lehetséges mozgások:
- a csap tengelye körül forgás
- gömbcsukló esetén még a gömbi középpont körül bármely irányba történő kismértékű elfordulás

|                           |                      |                                    |
| rögzítés a középső részen | rögzítés a hátlapnál | rögzítés a hátlapnál gömbcsuklósan |

### A dugattyúrúd és a mozgatott elem között
Merev rögzítés:
A dugattyúrúd és a mozgatott elem között nincs elmozdulási lehetőség

Csuklós rögzítés:
A dugattyúrúd és a mozgatott elem között
- tengelyirányú forgás
- gömbcsukló esetén még a gömbi középpont körül bármely irányban történő kismértékű elforgás

|                    |                        |
| rögzítés csuklósan | rögzítés gömbcsuklósan |
Fizikai egybeépítés nélkül:
A dugattyúrúd csak löki vagy húzza a mozgatott elemet, szoros fizikai kapcsolat nincs

## Lásd még
- Pneumatika
- Hidraulika
- Vezérléstechnika

## Külső hivatkozások
- Pneumatika.lap.hu - linkgyűjtemény